# XX. századi híradó
XX. századi híradó (węg. Wiadomości z XX wieku) – drugi album węgierskiej grupy muzycznej Bikini.

## Lista utworów
1. „Katonanóta a XX. századból”
2. „Csak a közönség nem…”
3. „Lángosképű”
4. „Matematikus dala”
5. „Itt is, ott is…”
6. „Balhé és blöff”
7. „Tutujgass meg”
8. „Tréfás népjáték a XX. századból”
9. „Furcsa jazz”
10. „Én, a XX. század költője”
11. „Elhervadt a…”
12. „Sárga bögre”
13. „Medvetánc”
14. „Imádság”
15. „Lagzi”